# Deutschordenskommende Eschenbach

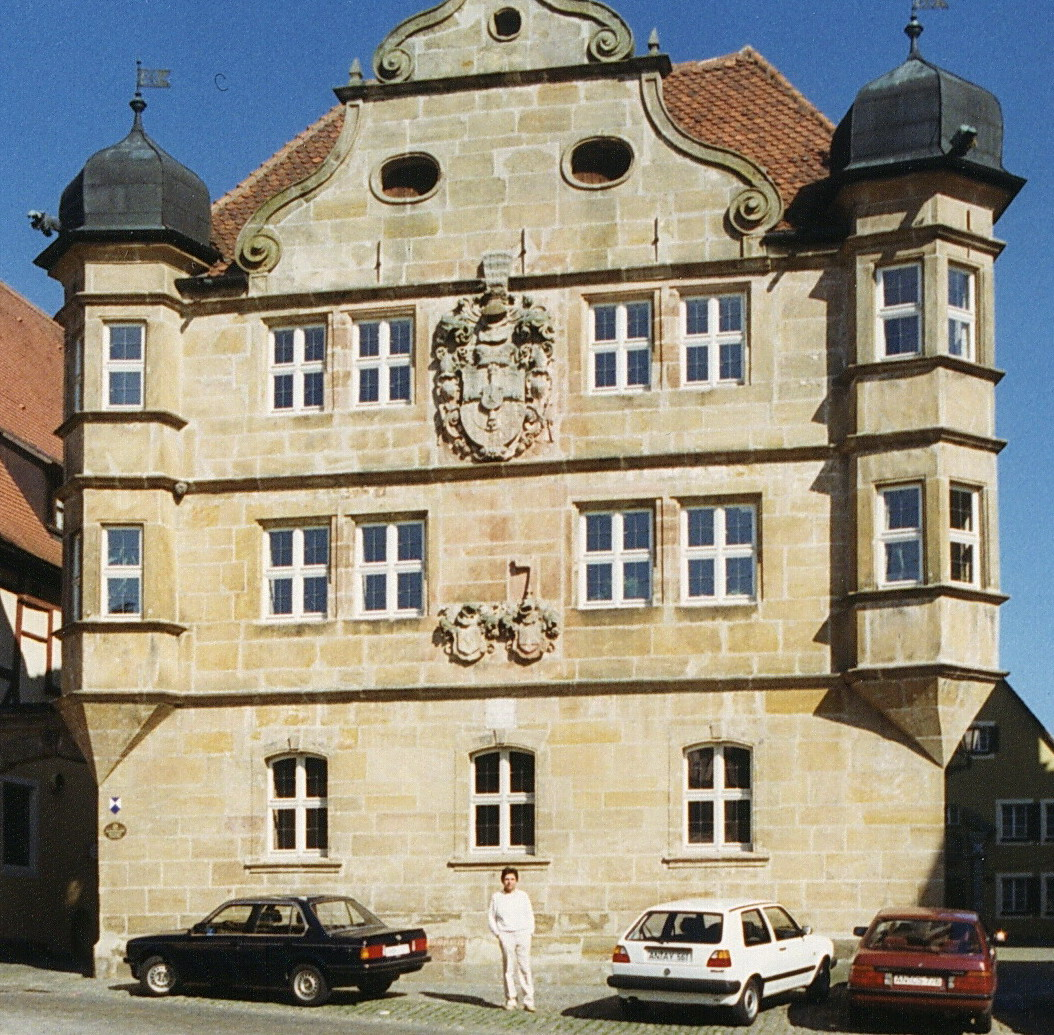
Wolframs-Eschenbach, Deutschordensschloss

Die Kommende Eschenbach war eine Niederlassung des Deutschen Ordens der Ballei Franken im späteren Obereschenbach und heutigen Wolframs-Eschenbach in Mittelfranken im Bistum Eichstätt.

## Geschichte
Wann die Kommende gegründet wurde, ist nicht überliefert; die erste schriftliche Erwähnung eines Deutschordenshauses in Eschenbach stammt von 1236. Sie war eine Stiftung der Grafen von Wertheim an der Tauber. Während des 13. Jahrhunderts erwarb der Orden nach und nach den gesamten Ort Eschenbach und größeren Besitz in der näheren Umgebung. 1253 traten erstmals ein Eschenbacher Komtur und sechs weitere Ordensbrüder urkundlich in Erscheinung, als sie unter anderem ihre Kirche aus dem 12. Jahrhundert durch eine größere ersetzten. Zwischen 1306 und 1315 verlor die Kommende ihre Selbständigkeit und wurde der Deutschordenskommende Nürnberg angegliedert, das Eschenbach durch einen Vogt verwaltete (→ Stadtvogteiamt Eschenbach). 1332 erhielt die fränkische Ballei unter Landkomtur Heinrich von Zipplingen von Kaiser Ludwig dem Bayern für sein Dorf Eschenbach das Weißenburger Stadtrecht, d. h. Befestigungsrecht (die Ummauerung Eschenbachs erfolgte bis 1440), Marktprivilegien und Halsgerichtsbarkeit. 1347 erneuerte König Karl IV. die Verleihung. 1623 wurde das Deutschordensschloss im Renaissance-Stil in der Stadtmitte neu errichtet. Als im späten 18. Jahrhundert in Verwaltungsreformen des Ordens die fränkische Ordensprovinz mit dem Deutschmeisterterritorium vereinigt wurde, kam das Amt Eschenbach zum Oberamt Ellingen.
Durch Dekret vom 24. April 1809 hob Napoleon I. den Deutschen Orden in allen Staaten des Rheinbundes, somit auch in (Ober-)Eschenbach auf.

## Komture
- Heinrich (1253, 1269)
- Ulrich (1273–1275)
- Albertus (1278)
- Ulrich (1281)
- Albertus (1288)
- Ludwig (1295/96)
- Albrecht der Schenke (1306)